# Baenidae
I baenidi (Baenidae Cope, 1882) sono una famiglia di tartarughe estinte, appartenente ai Paracryptodira. Vissero tra il Cretacico inferiore e l'Eocene medio (circa 110 - 45 milioni di anni fa) e i loro resti fossili sono stati ritrovati in Nordamerica.

## Descrizione
Questi animali possedevano carapaci leggermente a cupola, affusolati. La coda era molto lunga e possedevano zampe dotate di artigli ricurvi. I baenidi erano caratterizzati da un curioso pattern di crescita: quando veniva raggiunta la taglia di adulto, le piastre ossee che formavano lo scudo divenivano fuse tra loro e lo scudo stesso smetteva di espandersi. Dopodiché, la crescita interessava l'ispessimento dello scudo, specialmente il piastrone inferiore; a causa di ciò, alcuni esemplari possiedono uno straordinario ispessimento dello scudo inferiore. Gran parte dei baenidi erano dotati di mascelle massicce, probabilmente adatte a una dieta a base di molluschi. Il collo potrebbe essere stato parzialmente retrattile.

## Tassonomia
I baenidi sono un gruppo di tartarughe relativamente primitive, comuni nel Laurasia occidentale (ovvero ciò che è oggi il Nordamerica). Grazie alla loro documentazione fossile piuttosto circoscritta, i baenidi sono un gruppo ben studiato in cladistica. Gran parte dei taxa attribuiti ai baenidi sopravvissero all'estinzione di massa del Cretacico-Terziario (Lyson & Joyce, 2009; Lyson et al., 2011). Tra queste forme, da ricordare Arvinachelys goldeni, Neurankylus, Palatobaena, Eubaena, Cedrobaena, Peckemys. Il più antico baenide noto è Trinitichelys, dell'Albiano; i baenidi più recenti, invece, sono Baena e Chisternon, che provengono dalla Green River Formation (Eocene medio). 
I baenidi fanno parte di un gruppo più ampio, i Paracryptodira, comprendenti numerose tartarughe dalle caratteristiche intermedie tra i pleurodiri e i criptodiri.